# 火翼樸麗魚
火翼樸麗魚，為輻鰭魚綱鱸形目隆頭魚亞目慈鯛科的其中一種，被IUCN列為瀕危保育類動物，分布於非洲維多利亞湖Speke灣流域，體長可達10.8公分，棲息在陡峭的岩岸水域，屬雜食性，以藻類及有機碎屑為食，生活習性不明。

## 擴展閱讀
維基物種上的相關：火翼樸麗魚